# Wasilios Barkas
Wasilios Barkas (gr. Βασίλειος Μπάρκας; ur. 30 maja 1994 w Peristeri) – grecki piłkarz grający na pozycji bramkarza. Od 2016 roku zawodnik AEK Ateny.

## Życiorys
Jest wychowankiem ateńskiego PAE Atromitos. Do kadry pierwszego zespołu dołączył w 2013 roku. 20 maja 2015 zagrał po raz pierwszy w ligowych rozgrywkach – miało to miejsce w zremisowanym 1:1 meczu play-off z PAOK FC. 1 lipca 2016 został piłkarzem AEK Ateny.
W reprezentacji Grecji zadebiutował 27 marca 2018 w wygranym 1:0 towarzyskim meczu z Egiptem. Grał w nim od 46. minuty po zastąpieniu Andreasa Janiotisa.